# 四碘合铋酸钾
四碘合铋酸钾，化学式KBiI4，与铯离子反应生成亮红色Cs3[Bi2I9]沉淀，用于分析化学试剂，可鉴定铯离子。